# Polygala elegans
Polygala elegans är en jungfrulinsväxtart som beskrevs av Nathaniel Wallich och John Forbes Royle. Polygala elegans ingår i släktet jungfrulinssläktet, och familjen jungfrulinsväxter. Inga underarter finns listade i Catalogue of Life.